# Venturiocistella
Venturiocistella — рід грибів родини Hyaloscyphaceae. Назва вперше опублікована 1978 року.

## Класифікація
До роду Venturiocistella відносять 8 видів:
- Venturiocistella diversipila
- Venturiocistella gaylussaciae
- Venturiocistella heterotricha
- Venturiocistella japonica
- Venturiocistella pini
- Venturiocistella ulicicola
- Venturiocistella uliginosa
- Venturiocistella venturioides